# سفر اکتشافی دیسکاوری

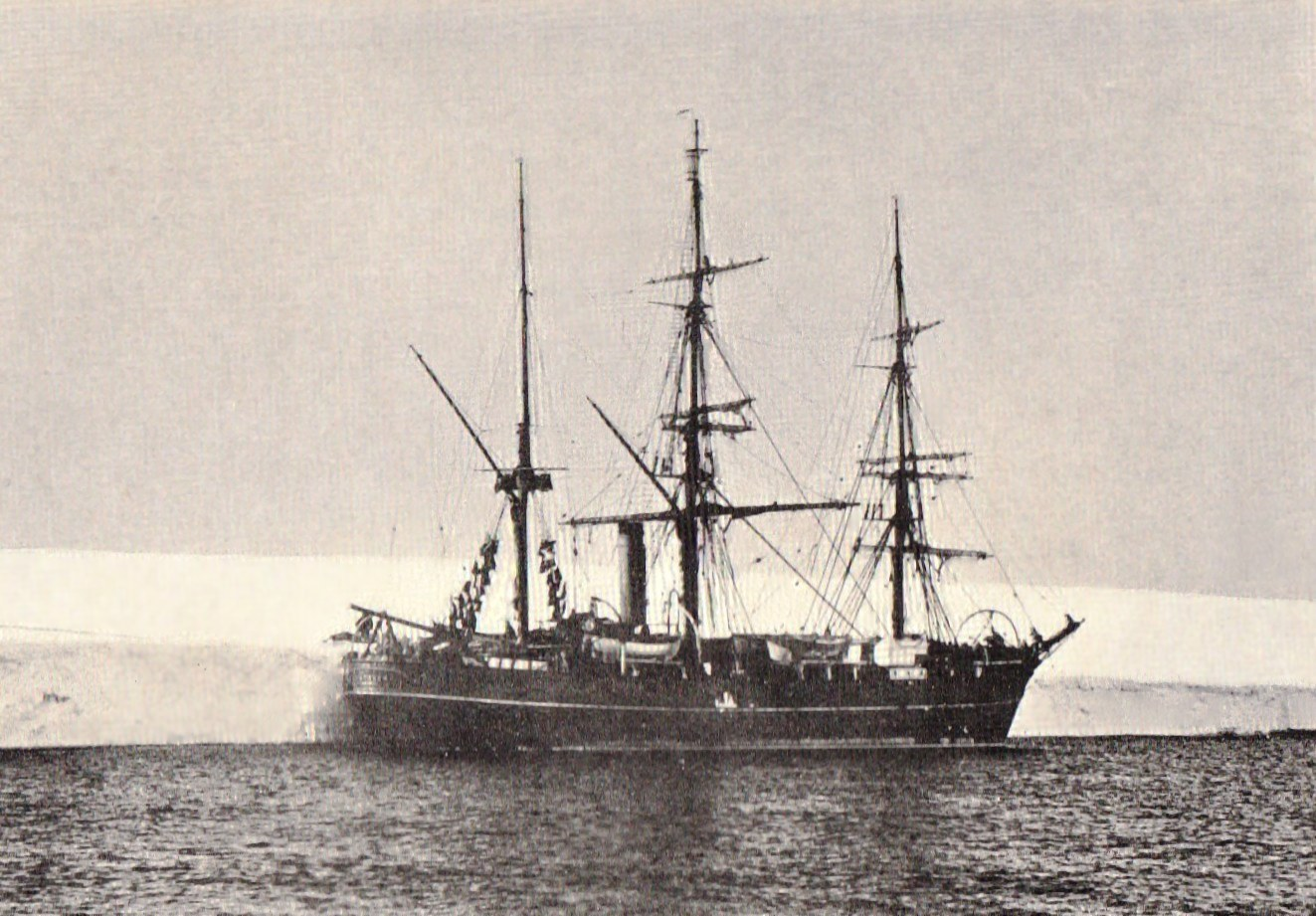
کشتی اعزامی گروه دیسکاوری در قطب جنوب، در کنار یخ‌تاق راس

سفر اکتشافی دیسکاوری (انگلیسی: Discovery Expedition) عنوانی است منتسب به یک گروه اکتشافی انگلیسی که از سال ۱۹۰۱ تا ۱۹۰۴ میلادی به‌طور رسمی به سفرهای اکتشافی، تحقیقی و کاوشگرانهٔ قطب جنوب پرداخت. نخستین کاوش رسمی انگلستان در راستای کشف مناطق قطب جنوب مربوط به زمان مسافرت جیمز کلارک راس و درست ۶۰ سال پیش از سفر اکتشافی دیسکاوری می‌باشد. این گروه اکتشافی جدید تحت نظارت و حمایت ستاد مشترک انجمن سلطنتی و انجمن سلطنتی جغرافیا صورت پذیرفت